# Electrophorus voltai
Electrophorus voltai ist eine Fischart aus der Gattung der Zitteraale (Electrophorus), die im südlichen Amazonasbecken, in den Flüssen, die den Brasilianischen Schild zum Amazonas hin entwässern, vorkommt. Die Erstbeschreibung der Art erschien im September 2019, nachdem entdeckt wurde, dass sich unter der Bezeichnung Electrophorus electricus, im Jahr 1766 durch Carl von Linné eingeführt, drei kryptische Arten verbargen, die sich äußerlich sehr ähneln, genetisch aber deutlich unterscheiden. Electrophorus voltai wurde zu Ehren des italienischen Physikers und Begründers der Elektrizitätslehre Alessandro Volta (1745–1827) benannt. Terra typica ist der Rio Ipitinga im brasilianischen Bundesstaat Pará.

## Merkmale
Electrophorus voltai erreicht eine Durchschnittslänge von 130 cm; das längste für die Erstbeschreibung untersuchte Exemplar war 171 cm lang. Die Körperhöhe liegt bei 4,9 bis 7,8 % der Gesamtlänge, die Breite des Körpers liegt bei 4,2 bis 8,3 % der Gesamtlänge. Die Kopflänge beträgt 8,7 bis 11,8 % der Gesamtlänge. Der Kopf ist von oben oder unten gesehen oval und verglichen mit den beiden anderen Zitteraalarten breit, verglichen mit dem von Electrophorus varii von der Seite gesehen aber niedrig. Das Cleithrum, ein paariger Deckknochen im Schultergürtel der Fische, befindet sich wie bei Electrophorus electricus zwischen dem fünften und sechsten Wirbel (zwischen dem ersten und dem zweiten Wirbel bei E. varii). Die lange Afterflosse wird von 320  bis 420 Flossenstrahlen gestützt (325 bis 386 bei Electrophorus electricus und 320 bis 395 bei Electrophorus varii), die Brustflossen besitzen 23 bis 31 Flossenstrahlen (32 bis 38 bei Electrophorus electricus und 20 bis 28 bei Electrophorus varii). Die Seitenlinie wird von 112 bis 146 Schuppen begleitet (88 bis 101 bei Electrophorus electricus und 124 bis 186 bei Electrophorus varii). Wie bei Electrophorus electricus ist hin und wieder ein helles Band entlang den Körperseiten zu sehen. Die höchste bei der Entladung der elektrischen Organe gemessene Spannung lag bei 860 Volt. Das Exemplar, bei dem diese Spannung gemessen wurde, hatte eine Länge von 122 cm.

## Lebensraum
Electrophorus voltai kommt in den Flüssen, die den Brasilianischen Schild nach Norden, zum Amazonas hin entwässern, vor. Im Lebensraum der Art ist das Wasser für gewöhnlich sauerstoffreich und hat einen niedrigen Leitwert (< 30 µScm). Die Gewässer haben einen felsigen Grund, es gibt Stromschnellen und Wasserfälle.

## Belege
1. 1 2 3  C. David de Santana, William G. R. Crampton, Casey B. Dillman, Renata G. Frederico, Mark H. Sabaj, Raphaël Covain, Jonathan Ready, Jansen Zuanon, Renildo R. de Oliveira, Raimundo N. Mendes-Júnior, Douglas A. Bastos, Tulio F. Teixeira, Jan Mol, Willian Ohara, Natália Castro e Castro, Luiz A. Peixoto, Cleusa Nagamachi, Leandro Sousa, Luciano F. A. Montag, Frank Ribeiro, Joseph C. Waddell, Nivaldo M. Piorsky, Richard P. Vari & Wolmar B. Wosiacki: Unexpected species diversity in electric eels with a description of the strongest living bioelectricity generator. Nature Communications, Volume 10, Article number: 4000, 2019, doi:10.1038/s41467-019-11690-z.